# Уиндом (тауншип, Миннесота)
Уиндом (англ. Windom) — тауншип в округе Моуэр, Миннесота, США. На 2000 год его население составило 640 человек.

## География
По данным Бюро переписи населения США площадь тауншипа составляет 93,3 км², из которых 93,3 км² занимает суша, водоёмов нет.

## Демография
По данным переписи населения 2000 года здесь находились 640 человек, 224 домохозяйства и 183 семьи.  Плотность населения —  6,9 чел./км².  На территории тауншипа расположено 237 построек со средней плотностью 2,5 построек на один квадратный километр. Расовый состав населения: 93,44 % белых, 0,16 % афроамериканцев, 0,94 % коренных американцев, 0,78% азиатов, 4,06 % — других рас США и 0,62 % приходится на две или более других рас. Испанцы или латиноамериканцы любой расы составляли 5,47 % от популяции тауншипа.
Из 224 домохозяйств в 40,2 % воспитывались дети до 18 лет, в 73,2 % проживали супружеские пары, в 5,4 % проживали незамужние женщины и в 17,9 % домохозяйств проживали несемейные люди. 15,6 % домохозяйств состояли из одного человека, при том 5,8 % из — одиноких пожилых людей старше 65 лет. Средний размер домохозяйства — 2,86, а семьи — 3,18 человека.
28,3 % населения — младше 18 лет, 7,8 % — в возрасте от 18 до 24 лет, 27,5 % — от 25 до 44, 23,3 % — от 45 до 64, и 13,1 % — старше 65 лет. Средний возраст — 37 лет. На каждые 100 женщин приходилось 104,5 мужчин.  На каждые 100 женщин старше 18 приходилось 104,9 мужчин.
Средний годовой доход домохозяйства составлял 49 643 доллара, а средний годовой доход семьи —  51 528 долларов. Средний доход мужчин —  32 361  доллар, в то время как у женщин — 23 125. Доход на душу населения составил 18 372 доллара. За чертой бедности находились 2,2 % семей и 3,5 % всего населения тауншипа, из которых 5,0 % младше 18 лет.